# Pîlîpcea, Ripkî
Pîlîpcea (în ucraineană Пилипча) este un sat în comuna Hrabiv din raionul Ripkî, regiunea Cernihiv, Ucraina.

## Demografie
Componența lingvistică a localității Pîlîpcea
     Ucraineană (95,61%)
     Rusă (4,39%)
Conform recensământului din 2001, majoritatea populației localității Pîlîpcea era vorbitoare de ucraineană (95,61%), existând în minoritate și vorbitori de rusă (4,39%).